# Hoscheid
Hoscheid é uma comuna do Luxemburgo, pertence ao distrito de Diekirch e ao cantão de Diekirch.

## Demografia
Dados do censo de 15 de fevereiro de 2001:
- população total: 418
  - homens: 201
  - mulheres: 217

- densidade: 40,12 hab./km²
- distribuição por nacionalidade:

| Nacionalidade  | População | %      |
| -------------- | --------- | ------ |
| luxemburgueses | 367       | 87,80% |
| estrangeiros   | 51        | 12,20% |
| - portugueses  | 15        | 3,59%  |
| - franceses    | 5         | 1,20%  |
| - italianos    | 1         | 0,24%  |
| - belgas       | 7         | 1,67%  |
| - alemães      | 1         | 0,24%  |
| - iuguslavos   | 7         | 1,67%  |
| - outros       | 15        | 3,59%  |

- Crescimento populacional:

| Ano        | População |
| ---------- | --------- |
| 15/02/2001 | 418       |
| 01/01/2002 | 424       |
| 01/01/2003 | 484       |
| 01/01/2004 | 490       |
| 01/01/2005 | 519       |